# Ewald Dytko
Ewald Jan (ou Ewald Oskar) Dytko (né le 18 octobre 1914 à Zalenze (aujourd'hui polonais : Załęże un quartier de Katowice) en Allemagne (Silésie) et mort le 13 juin 1993 à Katowice en Pologne) était un joueur de football international polonais silésien, dont le poste était milieu de terrain.

## Biographie
Natif de Zalenze (aujourd'hui dans le district de Katowice), Ewald Dytko pratique le football depuis l'enfance.
Lorsque son pays est rattaché à la Pologne avec le Traité de Versailles en 1919, il évolue dans le nouveau club polonais de sa ville natale, le Dąb Katowice, et est international de 1935 à 1939. 
En 1931, il commence par jouer à Dab, à Katowice, ville où il passe toute sa carrière. En 1936, son équipe est promue en 1re division, puis après de mauvais résultats, le club est relégué au milieu de la saison 1937.
Ses débuts internationaux sont le 18 août 1935 à Katowice, contre la Yougoslavie. Dytko y devient vite l'une des clés du milieu de terrain, et joue en tout 22 matchs. Il joue pendant les Jeux olympiques de 1936 à Berlin (les 4 matchs polonais), et pendant la coupe du monde 1938 en France, où il joue pendant le match légendaire joué contre le Brésil (défaite 5-6 le 5 juin 1938 à Strasbourg). 
Le 27 août 1939, Dytko prend part au dernier match (et l'un des meilleurs) polonais avant son annexion allemande - à Varsovie contre la Hongrie (victoire 4-2).
Dytko est considéré comme l'un des meilleurs footballeurs polonais durant cette période. 
Lors de la Seconde Guerre mondiale, il obtient la nationalité allemande (Volksliste). Il joue pour le club allemand 1. FC Kattowitz. En 1942, il est enrôlé de force dans la Wehrmacht. Étant stationné à Coblence, il peut jouer pour le meilleur club local, TuS Neuendorf. En 1944, il est capturé par l'armée américaine et est emprisonné pour un temps dans un camp de prisonniers de guerre en Autriche.
Après la guerre, il retourne en Silésie jouer dans son équipe de toujours, et joue pour Katowice jusqu'en 1950. Comme beaucoup d'autres silésiens, il a des problèmes avec le gouvernement communiste, qui les considère comme des traîtres. Il est acquitté, après avoir signé une déclaration de loyauté envers l'État polonais.
Après 1950, il travaille en tant qu'entraîneur pour plusieurs équipes silésiennes, sans grand succès. Il décède à Katowice en 1993, à l'âge de 78 ans.